# Чандра, Ами
Пандит Ами Чандра Видьяланкар (Ami Chandra Vidyalankar; 1900 — 13 марта 1954) — индо-фиджийский педагог, проповедник, профсоюзный лидер, политический деятель и футбольный администратор. С 1947 по 1953 год был членом Законодательного совета Фиджи.

## Биография

### Педагог
Чандра, выпускник Университета Гурукул Кангри в Индии, прибыл на Фиджи 22 декабря 1927 года по приглашению организации Арья Самадж, хотевшей повысить уровень образования индо-фиджийских студентов и продвигать свою деятельность на островах.
После недолгого пребывания в Суве он начал преподавать в начальной школе Гурукул в Савени (Лаутока). В 1928 году он стал её директором, и под его руководством в школе были созданы интернаты, в которых проживали 45 учеников (из всех 140 учащихся), включая 25 коренных фиджийских учеников. За время его пребывания на посту директора школа добилась значительных успехов. что было отмечено губернатором сэром Мерчисоном Флетчером.
В 1930 году Чандра перебрался в Суву, где сыграл важную роль в создании школы для девочек Арья Самадж в Самабуле. Позже он отправился в Мба, основав еще одну школу для девочек, Арья Канья Патшала.
Находясь в Мба, Чандра также был нанят Колониальной компанией по переработке сахара (CSR) для обучения сотрудников и контролёров компании правильному хинди и пониманию индийской культуры. Его величайшим вкладом стала серия книг Hindi Ki Pothi («Читатели хинди»), призванная помочь индийским учащимся легко выучить хинди. Эти книги для чтения использовались на Фиджи более двадцати лет.
В 1935 году при поддержке этой же компании CSR он сформировал Индийскую футбольную ассоциацию Мба с местной лигой, которая к 1940 году выросла до четырех команд.
В 1950 году он открыл класс для молодёжи, в который записывались профессионалы-добровольцы из различных слоев общества в Мба.

### Профсоюзный и политический деятель
В 1929 году он выступил основателем Союза учителей Фиджи и его первым президентом. Он был наставником многих ранних профсоюзных активистов Фиджи и вдохновил их на создание Чини Маздур Сангх (ныне известного как Профсоюз работников сахарной промышленности) и Профсоюза рабочих золотых рудников Ватукулы. Он считался человеком, которому могли доверять все слои индийской общины, и когда в 1943 году крестьянский союз Кисан Сангх раскололся на две фракции, обе стороны согласились поручить ему проверку бухгалтерских книг профсоюза.
В 1951 году он инициировал учреждение и был избран президентом Конгресса промышленных рабочих Фиджи (ныне Конгресс профсоюзов Фиджи) — зонтичной организации, представляющей все профсоюзы Фиджи, за единственным исключением. Он продвигал многорасовые профсоюзы, но выступал против любого участия профсоюзов в политике.
При этом сам он между 1947 и 1950 годами был назначенным членом Законодательного совета, тесно сотрудничая с одним из лидеров местной индийской общины Вишну Део.

## Смерть и наследие
Чандра погиб 13 марта 1954 года в авиакатастрофе в Сингапуре — по пути в Англию в качестве гостя Британского конгресса тред-юнионов. Он был женат на Сарвати Девиджи и имел четырех дочерей; Сародж, Джиан, Пушпа и Ом.
Чандра слыл человеком большой учености и смирения, и с его гибелью фиджи-индийцы понесли огромную утрату, поскольку его рекламировали как будущего преемника Вишну Део. Сообщая о его смерти, газета «Fiji Times» заявила, что «он был хорошим гражданином с высокими идеалами, который отдал себя служению своим собратьям».
16 марта 1954 года Конгресс промышленных рабочих Фиджи, президентом которого он был, учредил и открыл фонд для возведения здания в его память в Самабуле, Сува.
28 августа 1956 года, во время празднования золотого юбилея Арья Самаджа, он был посмертно награжден медалью Даянанда за выдающиеся заслуги.
В 1957 году жители Тавакубу, Лаутока, почтили его, назвав основанное ими начальное учебное заведение в его честь (Мемориальной школой им. Ами Чандры).